# 梅王寺 (東京都北区)
梅王寺（ばいおうじ）は、東京都北区にある浄土宗の寺院。

## 概要
江戸時代初期、当寺近くの正光寺を中興した小田切将監の開基である。当初は「梅翁庵」という名称だった。「梅翁」は小田切将監の号に由来するという。
かつては新荒川大橋の下で川施餓鬼（灯籠流し）を行っていたが、現在は中止している。

## 交通アクセス
- 赤羽岩淵駅より徒歩9分。